# 座礁

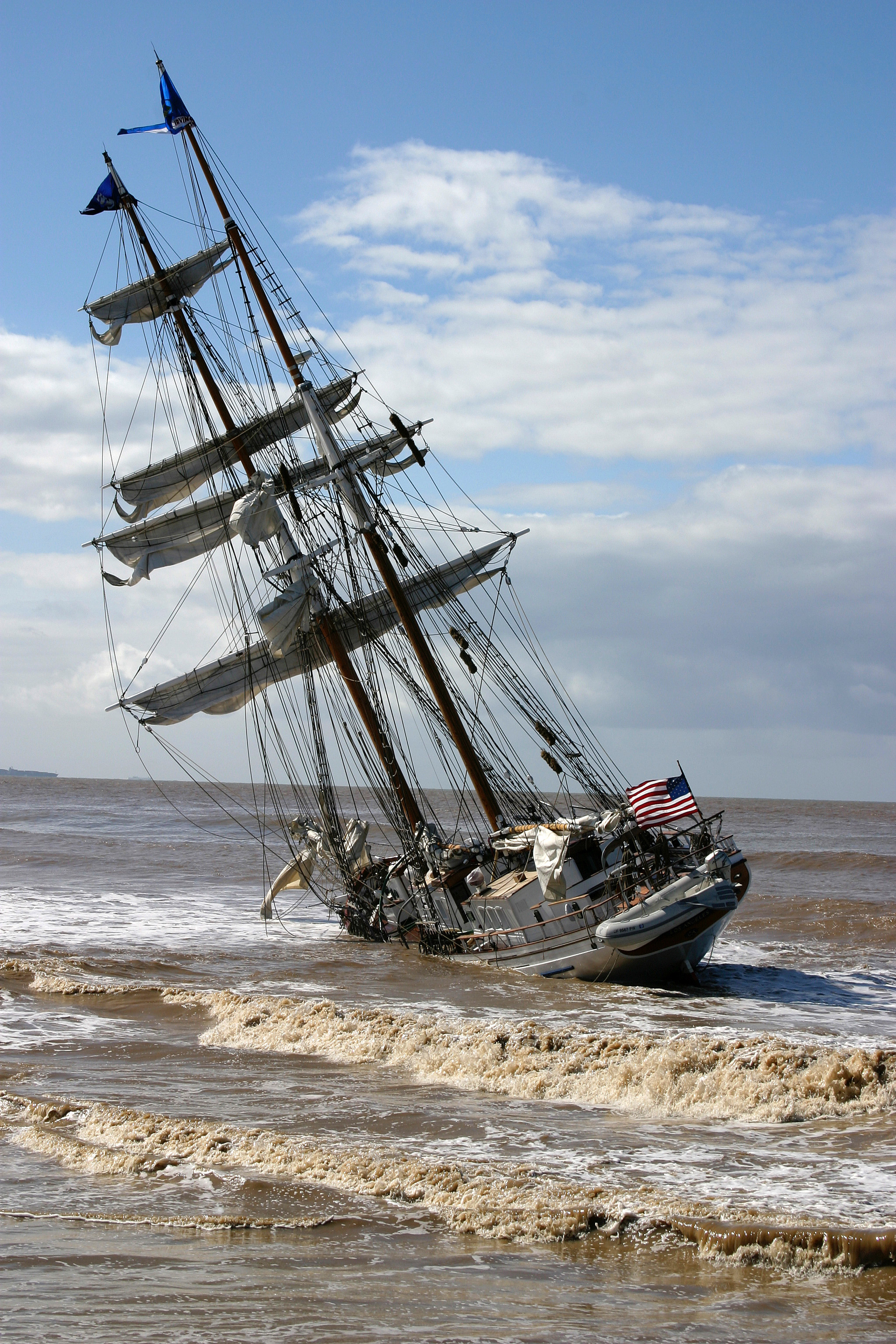
帆船 Irving Johnsonの座礁（カリフォルニア、オックスナード、2005年3月）。数日後に救出。

座礁（ざしょう）とは、船舶が暗礁や浅瀬に底触したり乗り揚げる事象。厳密には座礁と座洲は区別されるが、座洲を含めた広義の総称として「座礁」ということもある（本項でも広義の座礁の解説となっている）。元々の用字は坐礁である。
なお、座礁とは本来は船舶が岩礁等に乗り揚げることであるが、クジラやイルカなどの海洋生物が潮流で乗り上げてしまうことも座礁と呼ばれる。座礁鯨も参照。

## 船舶の座礁

### 原因
基本的には海難事故として発生している。世界的には衝突、火災、転覆、浸水、機関故障等に比べて発生率の高い海難事故である。座礁事故は濃霧などの視界不良、航路の誤認、衝突の回避など航走中に発生する場合と、荒天避航時など停泊中（または減速時）に波浪や風圧で走錨・圧流させられ発生する場合がある。
ただし例外的に、沈没を免れるために意図的に座礁させる場合や、軍事的な港湾封鎖（閉塞作戦）や海上防衛のため、故意に船舶を座礁させる場合もある。

### 分類

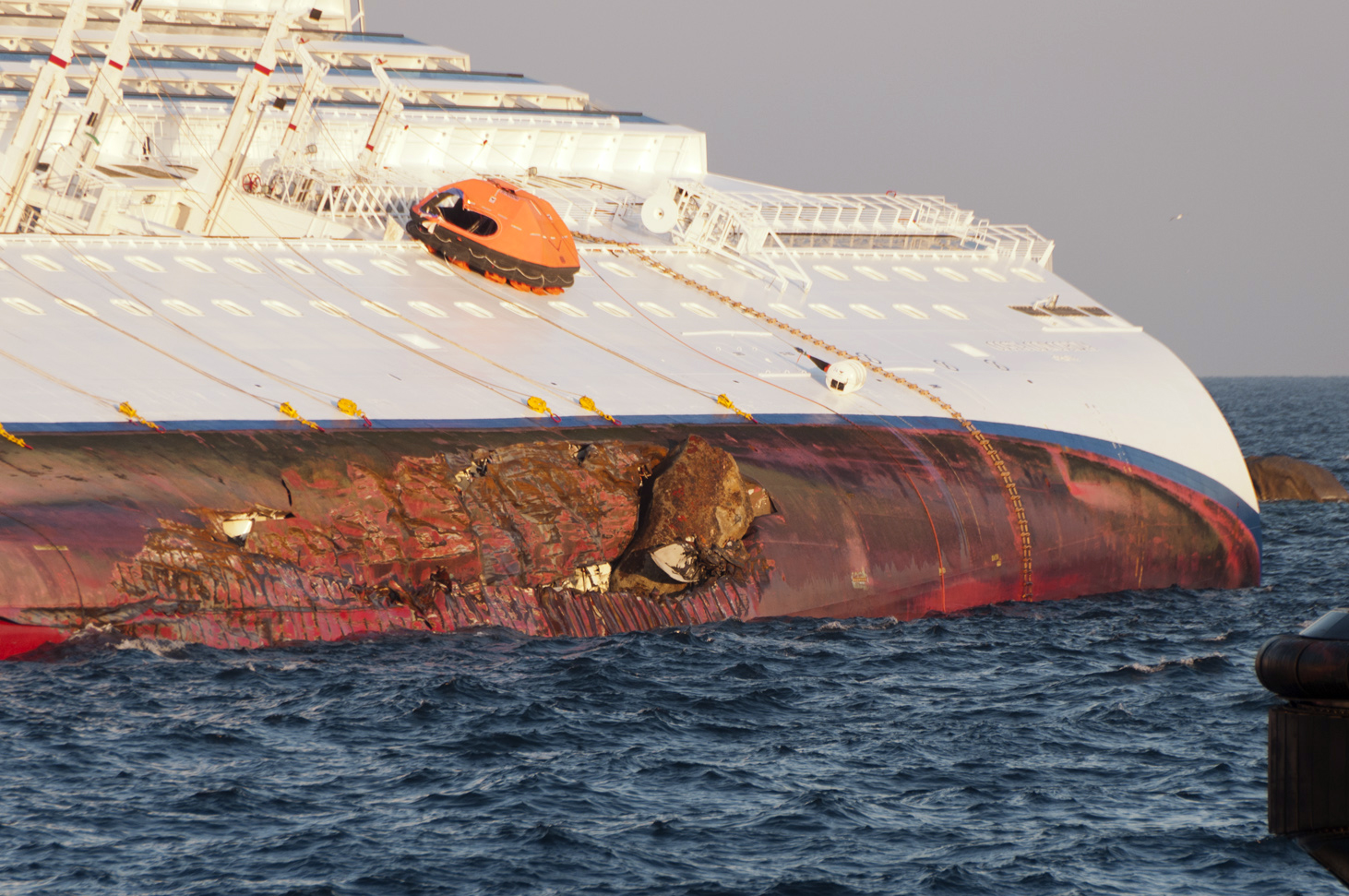
2012年1月、イタリア。コスタ・コンコルディアの座礁事故でできた船底にあいた穴

広義の座礁には衝突（擦過、衝突停船）と乗り揚げ（擱座、浅海乗り揚げ）がある。
- 衝突
  - 擦過 - 船舶の浅い底触で船舶はそのまま通過するが船体に凹損や亀裂を生じる[1]。
  - 衝突停船 - 船舶が岩礁や砂州、海底異物などに深く底触・衝突し、船体は停止し、船首や船底など凹損や破口などを生じる[1]。
- 乗り揚げ
  - 擱座（） - 船舶が荒天時や減速時に風圧や波浪の影響を受け、船体がほぼ完全に岩礁や砂州の上に押し上げられること[1]。
  - 浅海乗り揚げ - 船舶が荒天時や減速時に風圧や波浪の影響を受けて岩礁や砂州の上に乗り揚げ、かなりの吃水を有した状態で波浪海面上に居座るもの[1]。

衝突停船や浅海乗り揚げの場合は満潮時に自力離礁できる場合もあるが、船の大きさや波浪、潮流、海底の状況によっては船底が大破したり転覆する場合もある。

### 処理
軽微な座礁は、大潮の満潮時を利用してタグボートにより離礁させることもあるが、重度の座礁は、波打ち際で解体するなどの措置が採られる。
日本では外国船を中心に放置されることが多く、地元自治体が多額の費用を払って撤去することを余儀なくされる例も見られたことから、2004年には船舶所有者への保険加入の義務付け、無保険船への入港禁止を盛り込む形で油濁損害賠償保障法が改正され、船舶油濁損害賠償保障法となった。

## 海洋生物の座礁
学術的な狭義の分類では、生きたまま陸域又は瀬へ乗り上げることを座礁、死亡した状態での乗り上げは漂着という。英語では「ストランディング (Stranding)」といい、特に生きたまま座礁する場合は「ライブストランディング」とも呼ぶ。
そのような座礁を見つけた場合は、まずは自治体の関係者へ連絡することとされている。クジラやイルカの場合、生存時には人為的に海へ帰す為の作業も行われる。
海洋生物が座礁した後に死亡した場合、その死体は主に行政によって解体・砂浜への埋設・沖へ曳航して投棄し、適宜処分される。
原因
疫病の発生、気候現象、人為的撹乱などが上げられる。
動物
- クジラ・イルカなどの鯨類
- サメ[6]
- シャチ[7][4]
- クラゲ[8]
- クサフグ - 集団で陸に上がって産卵し満潮になると戻っていく。他にも、グルニオン（英語版）等にも同様の習性が見られる[9]。
- その他のイワシなどの魚が数トンレベルで打ち上げれる例がある[10][11][12][13][14]。その一例では、ノルウェー海洋研究所の研究員は、捕食者に追いかけられて打ち上げられたと考えられるとした[15]。また、日本では地震の前兆で深海魚などが打ち上げられると考えられた[16]。ただし、深海魚と地震の関係は迷信であるという研究結果が出ている[17]。
- ホタルイカの身投げ - ホタルイカが産卵後に打ち上げられる現象が起きる[18]。

## ギャラリー

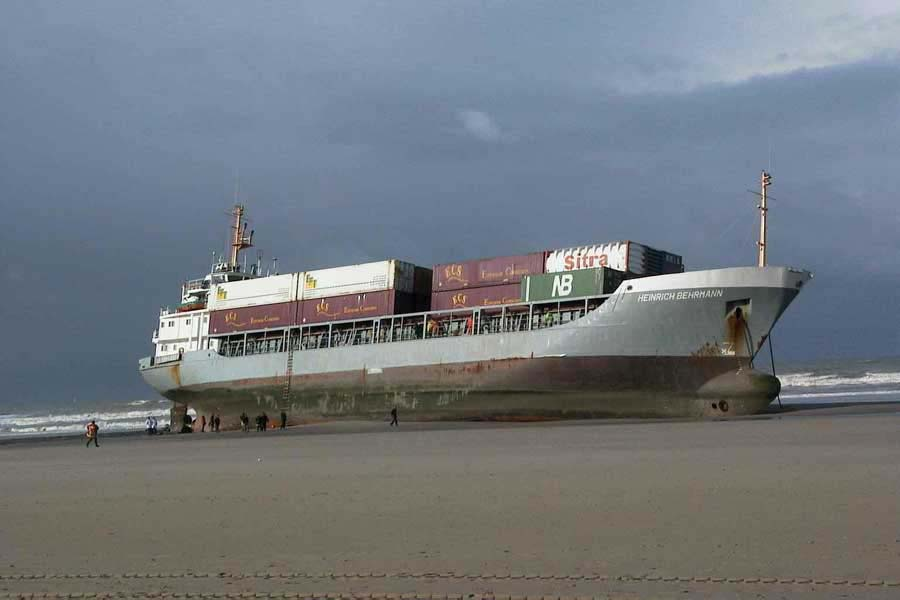
貨物船 Heinrich Behrmann号の座礁。舵の故障の後、ブランケンベルヘの海岸で座礁。
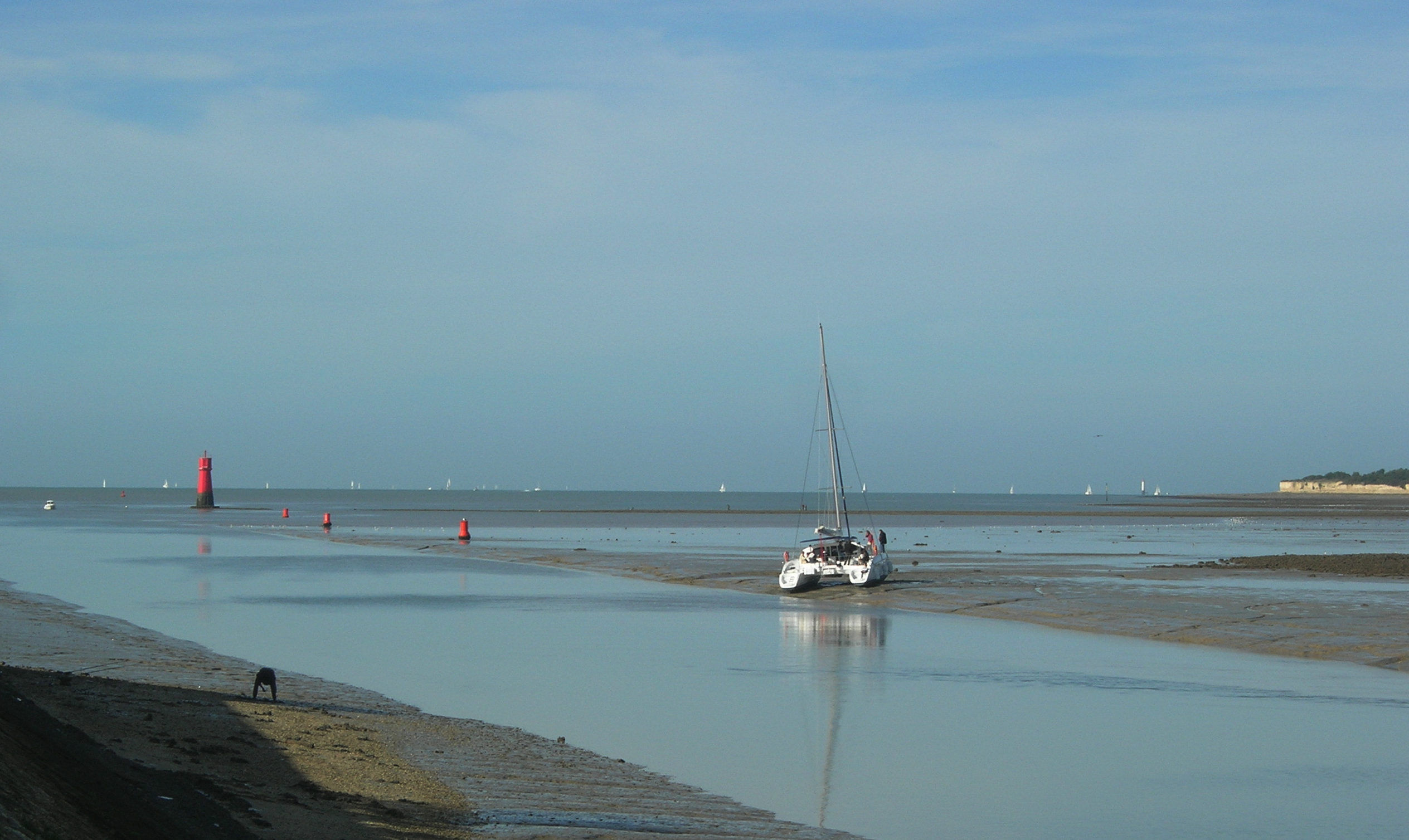
干潮時に、水路での進路選択のミスによる座礁。
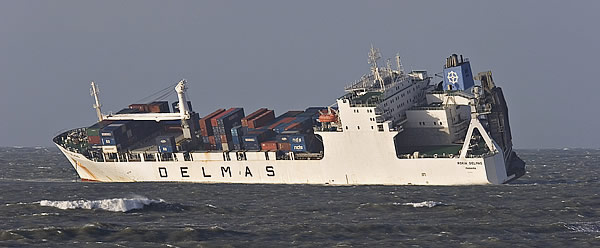
2006年10月24日、レ島南岸のLe Bois-Plage-en-Réの森の前で座礁したRokia Delmas 号。
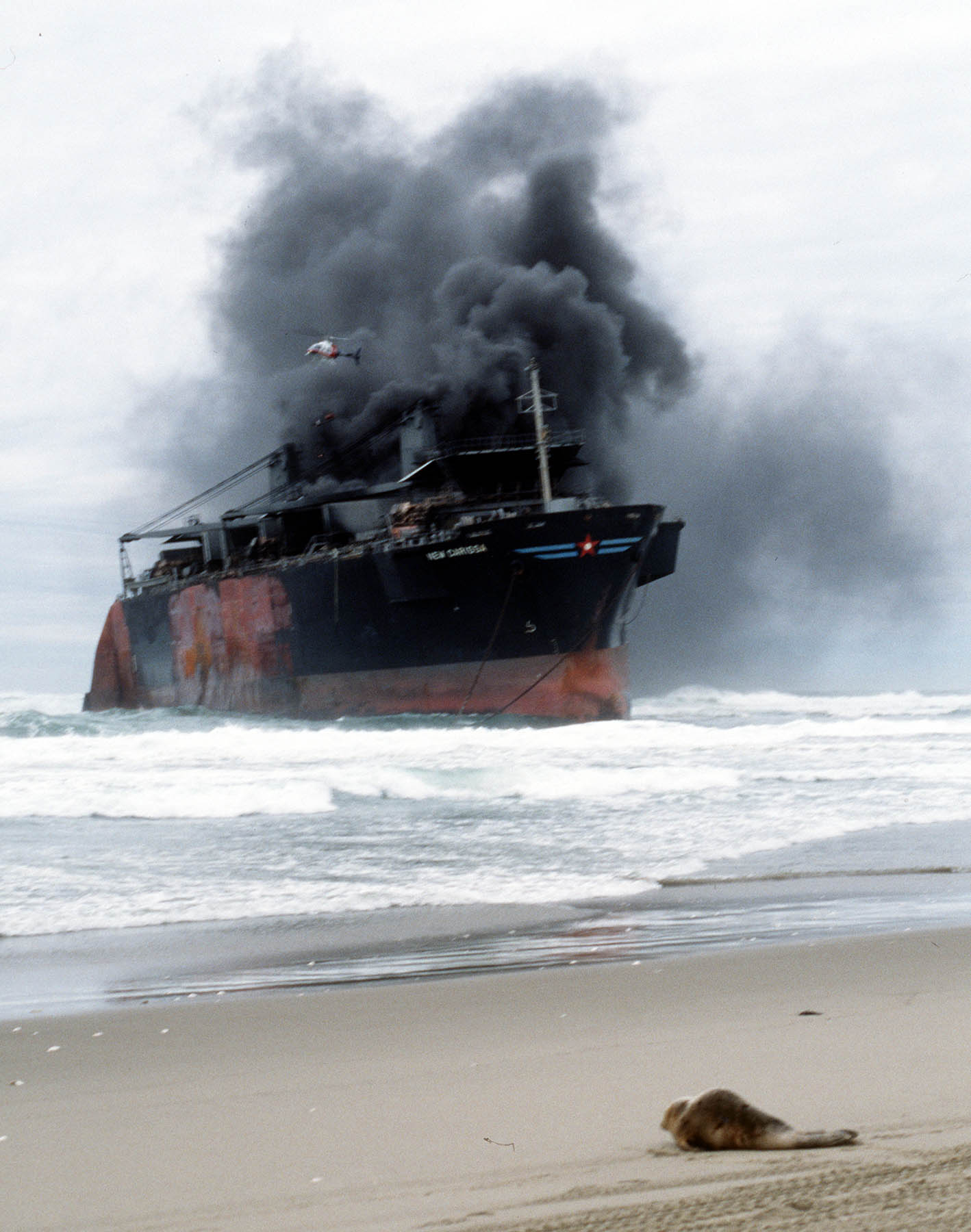
New Carissa号の座礁。アメリカオレゴン州の海岸、クーズベイの1マイル北側、1999年2月4日。400,000 ガロンの油を積載しており、油の流出を引き起こした。
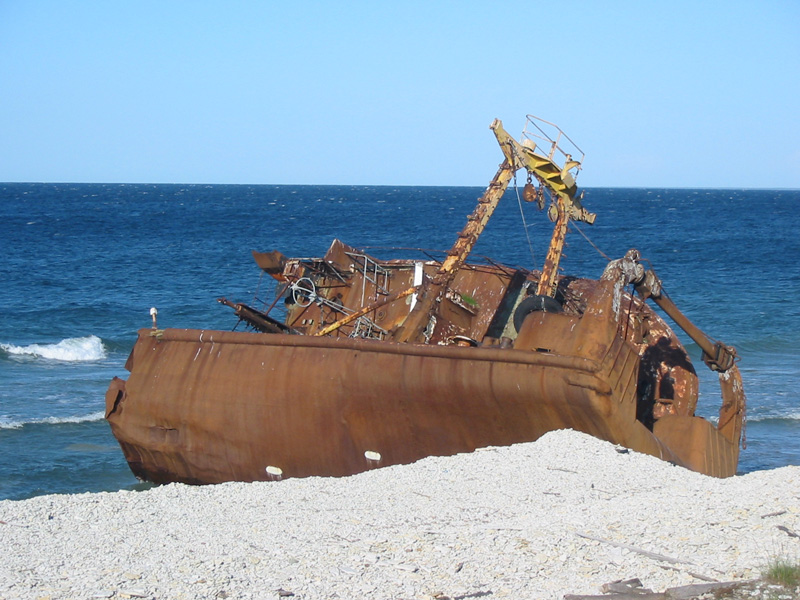
座礁後に放棄された漁船。
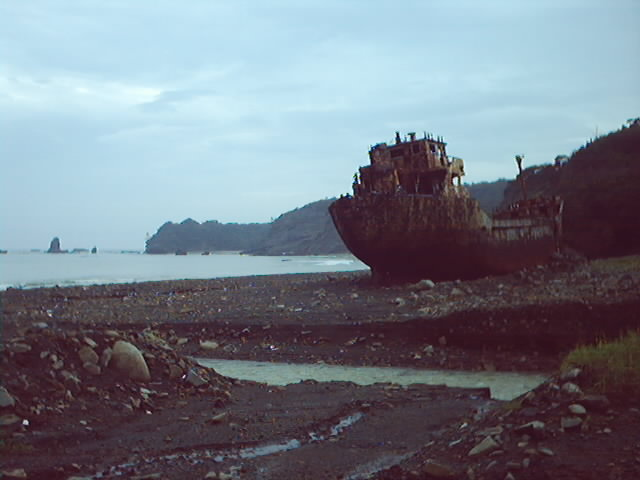
1993年の台風にて遺棄放置され、10年経過した貨物船。2003年6月種子島東海岸にて撮影。その後、2008年北京オリンピックによる鉄価格高騰により解体費用を捻出でき、撤去された。